# Corporació Metropolitana de Barcelona
La Corporació Metropolitana de Barcelona (CMB) fou una entitat supramunicipal creada l'any 1974 per a administrar els 26 municipis que formaven part de l'Entitat Municipal Metropolitana de Barcelona [EMMB].
Els municipis que integraven l'Entitat Municipal Metropolitana de Barcelona, desapareguda l'any 1987, entren en les activitats de l'Entitat Metropolitana del Transport: Badalona, Barcelona, Castelldefels, Cornellà, Esplugues de Llobregat Gavà, l’Hospitalet de Llobregat, Montcada i Reixac, Montgat, el Prat de Llobregat, Sant Adrià de Besòs, Sant Boi de Llobregat, Sant Feliu de Llobregat, Sant Joan Despí, Sant Just Desvern, Santa Coloma de Gramenet, Tiana i Viladecans. Els municipis que entren en les activitats de l'Entitat Metropolitana de Serveis Hidràulics i Sanejament son: Badalona, Barberà del Vallés, Barcelona, Begues, Castellbisbal, Castelldefels, Cerdanyola del Vallès, Cornellà de Llobregat, Esplugues de Llobregat, Gavà, l`Hospltalet de Llobregat, Molins de Rei, Montcada i Reixac, Montgat, Pallejà, El Papiol, El Prat de Llobregat, Ripollet, Sant Adriá de Besós, Sant Andreu de la Barca, Sant Boi de Llobregat, Sant Climent de Llobregat, Sant Cugat del Vallès, Sant Feliu de Llobregat, Sant Joan Despí, Sant Just Desvern, Sant Vicenc dels Horts, Santa Coloma de Cervelló, Santa Coloma de Gramenet, Tiana, Torrelles de Llobregat i Viladecans.
L'any 1987 el Parlament de Catalunya aprova la llei d'ordenació territorial, que dissol la Corporació Metropolitana de Barcelona. Les seues competències passen a mans de l'Entitat Metropolitana dels Transports, l'Entitat Metropolitana dels Serveis Hidràulics i del Tractament dels Residus. En la supressió de la Corporació es va considerar que era part de la lluita pel poder territorial entre CiU, que sustentava el Govern de la Generalitat de Catalunya, i el PSC, que mantenia l'alcaldia de Barcelona i gran part dels ajuntaments de la seua corona.
L'any 2010 el Parlament de Catalunya aprovà la creació del Consorci de l'Àrea Metropolitana de Barcelona, amb certa reminiscència a la CMB.